# Oral Roberts University

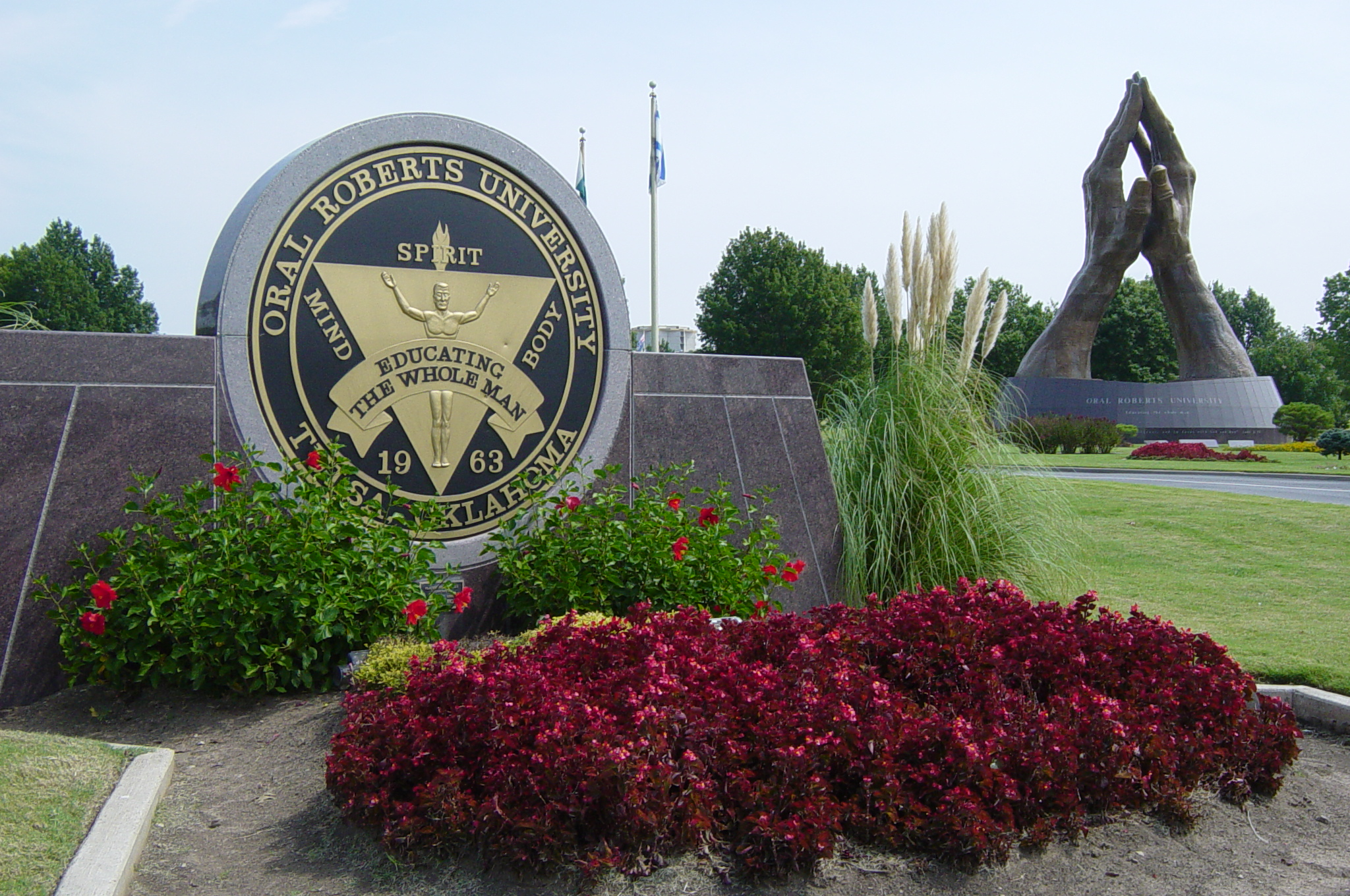
De hoofdingang van Oral Roberts University.

De Oral Roberts University (ORU) is een particuliere evangelicale liberal arts college in Tulsa, Oklahoma. De universiteit is vernoemd naar de evangelist Oral Roberts die de school in 1963 oprichtte. Aan ORU studeren zo'n vierduizend studenten.

## Geschiedenis
Oral Roberts ervoer dat hij van God de opdracht had gekregen om een universiteit te bouwen. Roberts vond het belangrijk dat er een Gebedstoren kwam op de campus, waar 24 uur per dag zou worden gebeden. Sommige meewerkende academici hadden hun twijfels, omdat ze bang waren dat de school daardoor niet geaccrediteerd zou worden. Die zorgen bleken onterecht.
De campus beslaat iets meer dan een vierkante kilometer. De school biedt zo'n zestig opleidingen aan op Bachelor-niveau (undergraduate) en een handvol Master-studies (graduate). Voor studenten gelden strikte regels. Zo moeten studenten een verklaringen ondertekenen waarin zij verklaren geen seksuele gemeenschap te hebben buiten het huwelijk, dat gezien wordt als een verbintenis tussen man en vrouw. Gezichtsbeharing is voor mannen pas sinds 2009 toegestaan, mits netjes verzorgd.

## Alumni
Enkele bekende alumni van Oral Roberts University zijn:
- Michele Bachmann (1956), senator en afgevaardigde
- Andretti Bain (1986), atleet, Olympisch medaillewinnaar
- Kenneth Copeland (1936), voorganger
- Dave Barr (1952), golfer
- Ted Haggard (1956), voorganger
- Don Moen (1950), muzikant
- Joel Osteen (1963), voorganger
- Bobby Schuller (1981), predikant
- Ryan Tedder (1979), muzikant